# كانتون لاس لاجاس
كانتون لاس لاجاس (بالإنجليزية: Las Lajas Canton)‏ هو كانتون في الإكوادور، يتبع مقاطعة إل أورو. بلغ عدد سكانها في تعداد عام 2001 4,781 نسمة.

## السكان
المجموعات العرقية في التعداد الإكوادوري لعام 2010:
| العرقية               | النسبة |
| --------------------- | ------ |
| ميستيثو               | 88.0%  |
| اللاتينيون            | 4.7%   |
| الإكوادوريون الأفارقة | 3.9%   |
| مونتوبيو              | 3.0%   |
| السكان الأصليون       | 0.1%   |
| أخرى                  | 0.3%   |